# Зембожин-Другий
Зембожин-Другий (пол. Zemborzyn Drugi) — село в Польщі, у гміні Солець-над-Віслою Ліпського повіту Мазовецького воєводства.
Населення — 125 осіб (2011).
У 1975-1998 роках село належало до Радомського воєводства.

## Демографія
Демографічна структура станом на 31 березня 2011 року:
|          | Загалом | Допрацездатний вік | Працездатний вік | Постпрацездатний вік |
| -------- | ------- | ------------------ | ---------------- | -------------------- |
| Чоловіки | 62      | 14                 | 32               | 16                   |
| Жінки    | 63      | 14                 | 30               | 19                   |
| Разом    | 125     | 28                 | 62               | 35                   |